# 帕拉迪普
帕拉迪普（Paradip），是印度奥里萨邦賈加青加普縣的一个城镇。总人口73633（2001年）。

## 人口
该地2001年总人口73633人，其中男性42389人，女性31244人；0—6岁人口8569人，其中男4481人，女4088人；识字率72.81%，其中男性为78.82%，女性为64.64%。